# Giro de Lombardía 1961
El Giro de Lombardía 1961, la 55.ª edición de esta clásica ciclista, se disputó el 21 de octubre de 1961, con un recorrido de 253 km entre Milán y Como. El vencedor final fue el italiano Vito Taccone, que se impuso a su compañero de fuga, el también italiano Imerio Massignan en la línea de llegada. Su compatriota Renzo Fontona acabó tercero. 

## Clasificación final
| Posición | Ciclista            | Equipo         | Tiempo   |
| -------- | ------------------- | -------------- | -------- |
| 1        | Vito Taccone        | Atala-Pirelli  | 7h 06'21 |
| 2        | Imerio Massignan    | Legnano        | a 3"     |
| 3        | Renzo Fontona       | Legnano        | a 1'48"  |
| 4        | Carlo Brugnami      | Torpado        | a 2'38"  |
| 5        | Graziano Battistini | Legnano        | s.t.     |
| 6        | Giuseppe Dante      | Fides          | a 2'58"  |
| 7        | Nino Defilippis     | Carpano        | a 3'41"  |
| 8        | Angelo Conterno     | Baratti-Milano | s.t.     |
| 9        | Aldo Moser          | Ghigi          | s.t.     |
| 10       | Arnaldo Pambianco   | Fides          | s.t.     |